# Lasiomma pseudostylatum
Lasiomma pseudostylatum är en tvåvingeart som beskrevs av Wei 1988. Lasiomma pseudostylatum ingår i släktet Lasiomma och familjen blomsterflugor. Inga underarter finns listade i Catalogue of Life.